# Diascia
Diascia is een geslacht van vlinders van de familie spinneruilen (Erebidae), uit de onderfamilie Calpinae.

## Soorten
- D. hayesi Holloway, 1976
- D. nubilata (Hampson, 1909)
- D. transvitta Moore, 1887